# مسجد سلیمیه

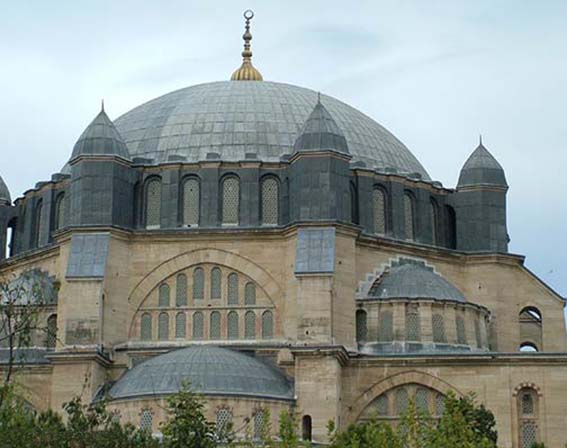
گنبد اصلی مسجد سلیمیه

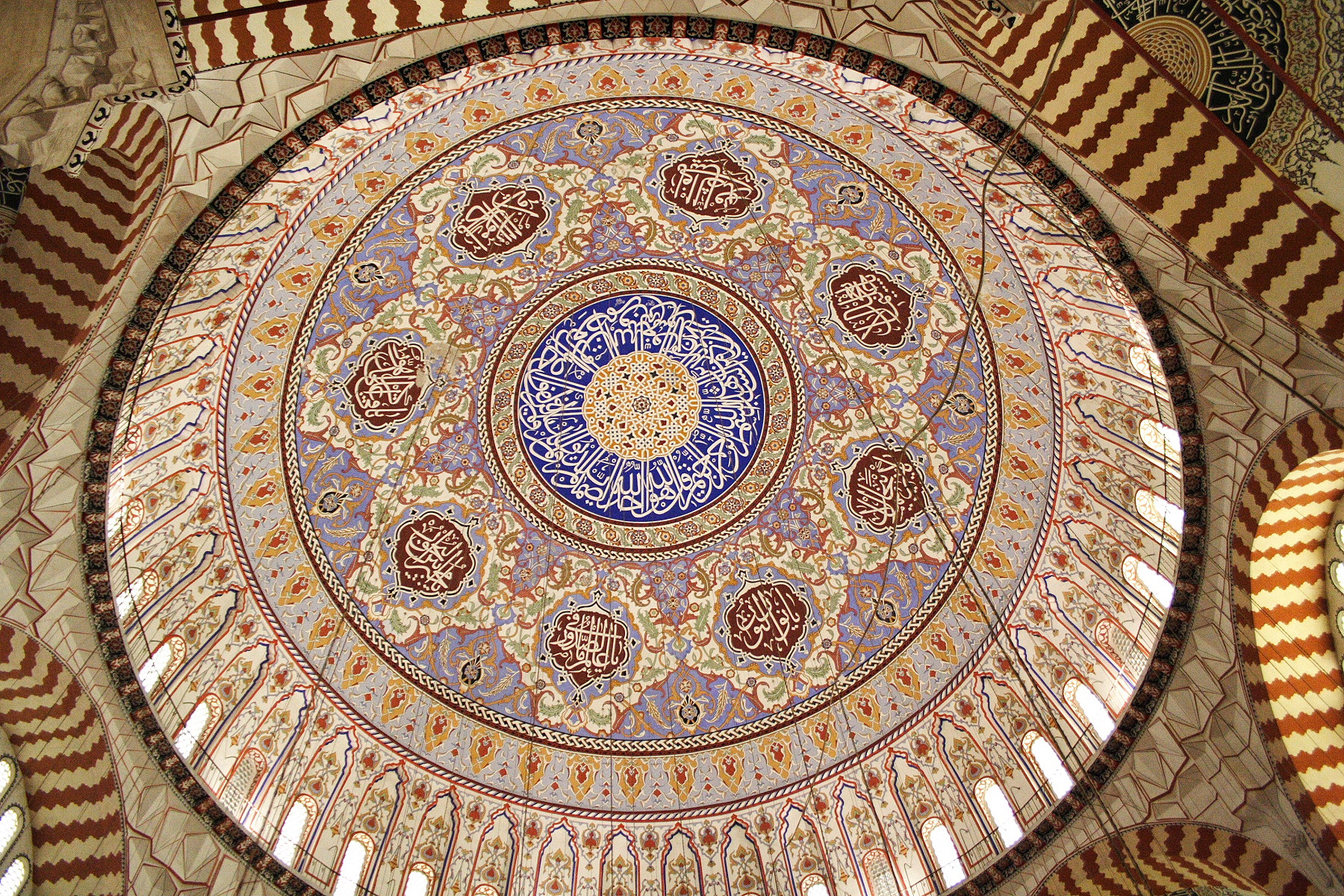
نمای داخلی گنبد مسجد

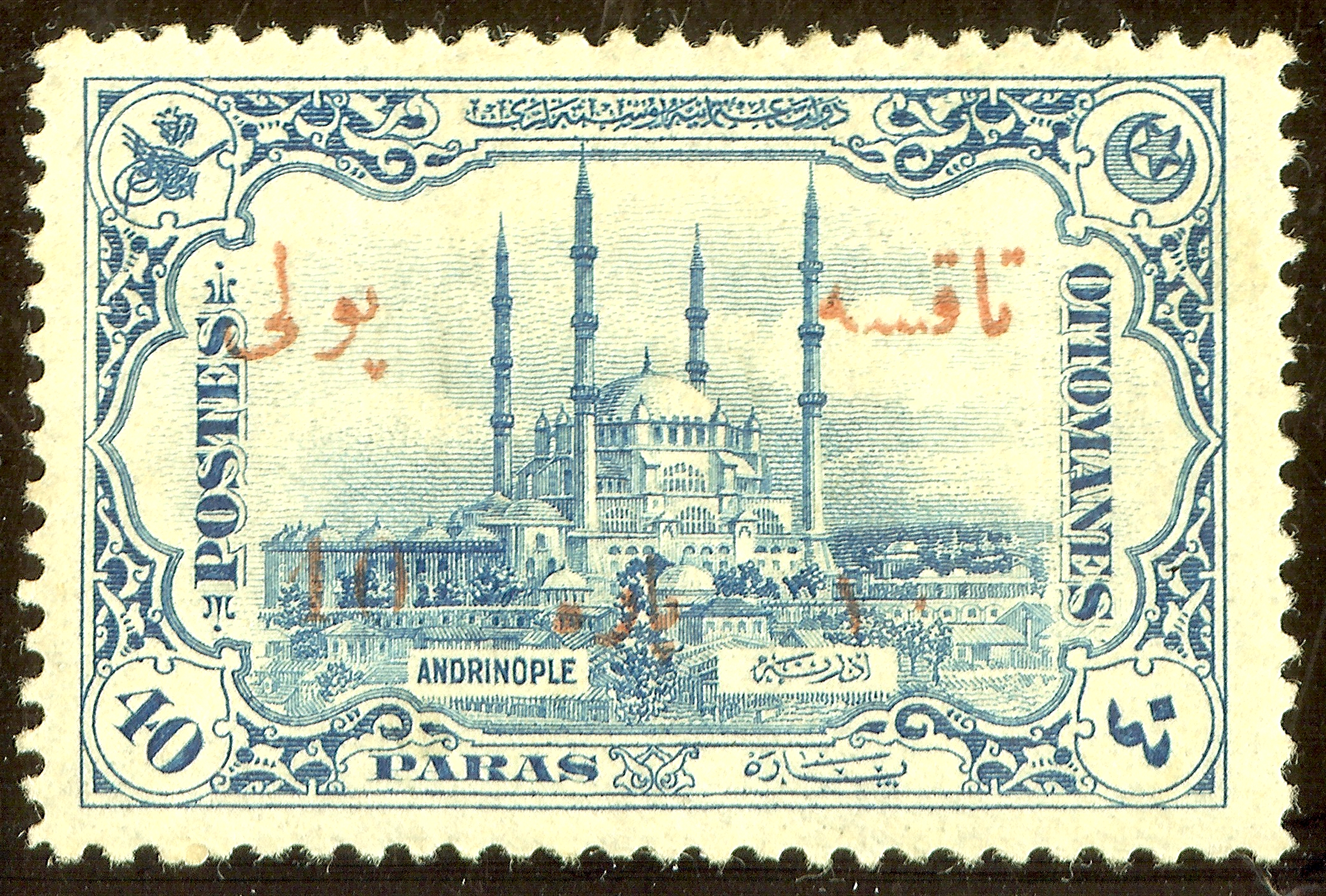
تمبر یادبود چاپ شده در دوره عثمانی با تصویری از مسجد سلیمیه

مسجد و مجموعه سلیمیه در شهر ادیرنه یکی از آثار گزیده معماری دوره عثمانی در ترکیه است که در مرکز استان ادیرنه در بخش اروپایی ترکیه ساخته شده‌است.
معمار این مجموعه دینی، معمار سنان معمار رسمی دربار پادشاهان عثمانی بوده‌است. این مجموعه در دوره سلطنت سلطان سلیم دوم عثمانی ساخته شده‌است. آغاز ساخت مسجد طبق کتیبه‌ای که در این مجموعه موجود است به سال ۹۷۶ هجری قمری (۱۵۶۸ میلادی) برمی‌گردد و طبق پیش‌بینیها قرار بود ساخت این مسجد در روز ششم آذر سال ۹۵۳ خورشیدی به اتمام برسد اما در تاریخ ۲۳ اسفند سال ۹۵۳ به افتتاح رسیده‌است.
معمار سنان این اثر را مهم‌ترین اثر معماری خود نامیده‌است. به طوری که دربارهٔ ساخت این اثر گفته‌است: «در دوران شاگردی‌ام مسجد شهزاده استانبول را ساختم. وقتی که بنا شدم مسجد سلیمانیه را به اتمام رساندم. اما تمام نیرویم را صرف مسجد سلطان سلیم خان کردم و استادی خودم را به طور کامل و جامع اعلام کردم.»

## ویژگیهای مسجد سلیمیه
مسجد سلیمیه در زمینی به مساحت ۲۴۷۵ متر مربع بنا شده و زیربنای مسجد نیز ۱۶۲۰ متر مربع است. مساحت کل این مجموعه ۲۲ هزار و ۲۰۲ متر مربع است.
ارتفاع گنبد این مسجد ۴۳٬۲۸ متر و قطر دهانه آن ۳۱٬۳۰ متر است. گنبد روی یک پایه هشت ضلعی بنا شده‌است. چهار گنبدک در گوشه‌ها و یک نیم‌گنبد در محراب در مقاوم‌سازی گنبد اصلی بنا نقش دارند. گبند مسجد ۳۲ پنجره کوچک داشته و در بخشهای زیرین گنبد نیز ۶ ردیف پنجره وظیفه تأمین روشنایی این مسجد را برعهده دارند.
مسجد سلیمیه چهار مناره دارد و هر مناره دارای سه شرفه ۳۸۰ سانتیمتری دارد. ارتفاع مناره‌ها ۷۰٬۸۹ متر است. این مسجد از لحاظ هنر مرمرتراشی، کاشیکاری و خوشنویسی نیز حائز اهمیت است. کاشیهای مسجد ساخت ایزنیک ترکیه‌است. بخشی از کاشیهای این مسجد در زمان جنگهای عثمانی با روسیه در سالهای ۱۸۸۷–۱۸۸۸ از طرف میخائیل اسکوبلف ژنرال روسی به مسکو منتقل گردید.

## ثبت مسجد سلیمیه به عنوان میراث جهانی
این مسجد در تاریخ ۲۸ ژوئن سال ۲۰۱۱ در جلسه کمیته میراث جهانی یونسکو در پاریس وارد لیست میراث جهانی گردید.

## نگارخانه

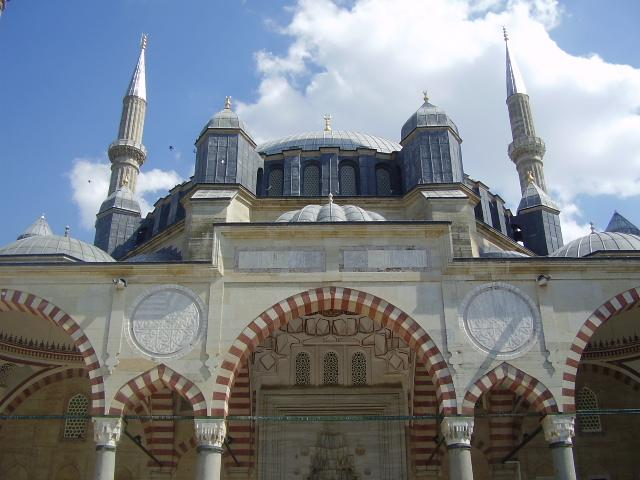
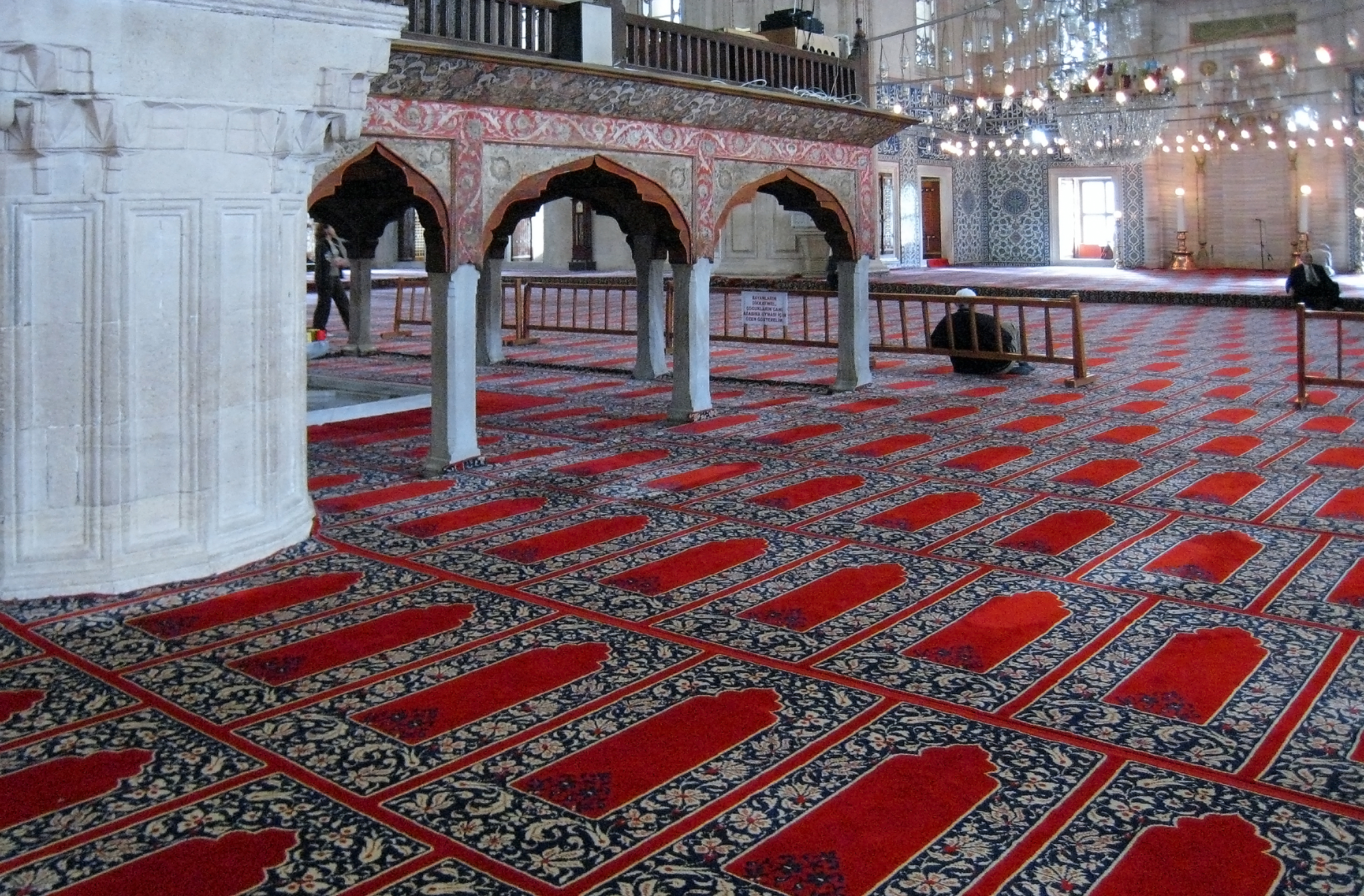
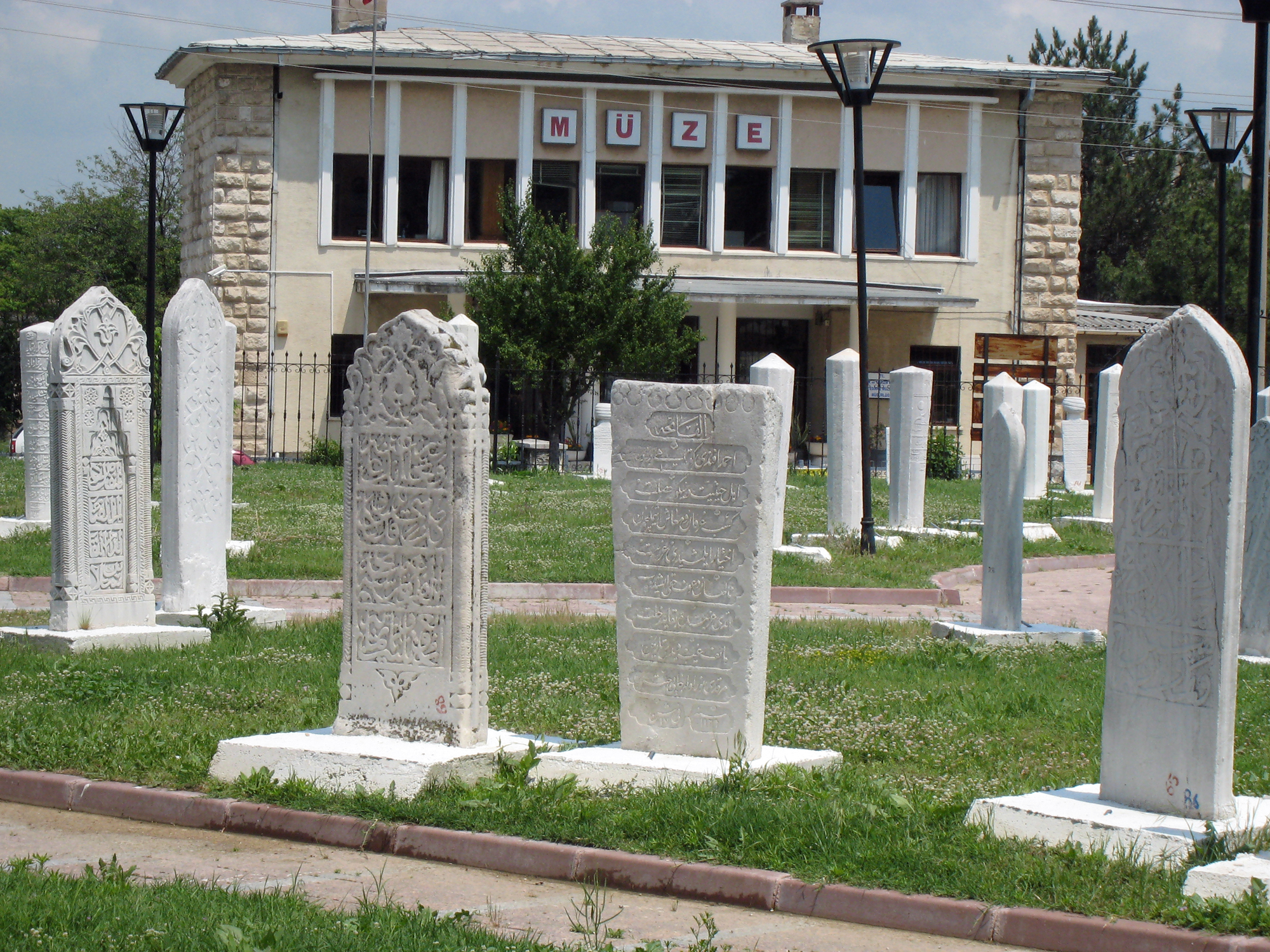